# Furculomyces septentrionalis
Furculomyces septentrionalis är en svampart som beskrevs av J.K. Misra, M.M. White & Lichtw. 1999. Furculomyces septentrionalis ingår i släktet Furculomyces och familjen Legeriomycetaceae.   Inga underarter finns listade i Catalogue of Life.